# Feuchtbiotop Mönchsbrunnenried
Das Gebiet Mönchsbrunnenried ist ein flächenhaftes Naturdenkmal auf dem Gebiet der Stadt Sindelfingen im Landkreis Böblingen in Baden-Württemberg.

## Kenndaten
Das Naturdenkmal wurde mit Verordnung vom 17. November 1992 unter dem Namen Feuchtbiotop Mönchsbrunnenried ausgewiesen.

## Lage und Beschreibung
Das Naturdenkmal liegt östlich von Sindelfingen. Es handelt sich um ein Feuchtgebiet am Diebskarrenbach.

## Flora und Fauna
Laut Biotopkartierung kommen die folgenden Arten im Gebiet vor: 
Berg-Ahorn, Giersch, Schwarz-Erle, Buschwindröschen, Wald-Engelwurz, Gewöhnliche Haselwurz, Wald-Frauenfarn, Sumpfdotterblume,
Bitteres Schaumkraut, Sumpf-Segge, Blaugrüne Segge, Rispen-Segge, Winkel-Segge, Stachel-Segge, Großes Hexenkraut, Herbstzeitlose,
Maiglöckchen, Roter Hartriegel, Eingriffeliger Weißdorn, Echter Seidelbast, Rasen-Schmiele, Gewöhnlicher Spindelstrauch, Gewöhnlicher Wasserdost,
Rotbuche, Scharbockskraut, Mädesüß, Faulbaum, Gemeine Esche, Kletten-Labkraut, Gundermann, Großes Springkraut, Sibirische Schwertlilie,
Kleine Wasserlinse, Großes Zweiblatt, Rote Heckenkirsche, Gewöhnlicher Gilbweiderich, Wiesen-Wachtelweizen, Rossminze, Sumpf-Vergissmeinnicht,
Einbeere, Schilfrohr, Gemeine Fichte, Waldkiefer, Quirlblättrige Weißwurz, Pappeln, Hohe Schlüsselblume, Gewöhnliche Traubenkirsche,
Schlehdorn, Stieleiche, Kriechender Hahnenfuß, Purgier-Kreuzdorn, Schwarzer Holunder, Roter Holunder, Geflügelte Braunwurz, Rote Lichtnelke,
Bittersüßer Nachtschatten, Vogelbeere, Große Brennnessel, Echter Baldrian, Gewöhnlicher Schneeball.